# Эгаттер, Дженни
Дженни Эгаттер (англ. Jenny Agutter; род. 20 декабря 1952, Тонтон) — британская актриса.

## Ранние годы
Дженни Эгаттер родилась 20 декабря 1952 года в городе Тонтон в Великобритании в семье армейского офицера Дерека Эгаттера. Почти всё детство провела с семьёй в разъездах, постоянно меняя место жительства: Германия, Кипр, Сингапур, Малайзия. В одиннадцать лет поступила в балетную школу «Элмхёрст», где прошла первый кастинг на роль англоговорящей девушки. Несмотря на неудачу на кастинге, впоследствии она получила рекомендации от агента на роль в фильме «Восточный Судан».

## Карьера

### Кино
Эгаттер начала свою карьеру, дебютировав в фильме Натана Джурана «Восточный Судан» (1964). Вслед за этим юная актриса снялась в целом ряде фильмов, в том числе в семейной драме по роману Эдит Несбит «Дети железной дороги» (1970), где она сыграла старшую дочь в семье несправедливо осуждённого человека. Эта картина сделала Эгаттер знаменитой, и вскоре ей стало практически невозможно совмещать занятия в театральной школе с постоянными съёмками. Ещё одним популярным фильмом с её участием стал фильм Николаса Роуга «Обход» (1971), представляющий собой экспериментальную драму, в которой было показано столкновение двух культур Австралийского континента — городской культуры белых людей и культуры аборигенов. В этой картине Дженни сыграла роль девочки-подростка, заблудившейся на просторах Австралии со своим младшим братом. Эгаттер пробовалась на роль в 1967 году, но из-за проблем с финансированием съемки отложили до 1969 года. На момент съемок Эгаттер было шестнадцать, что позволило режиссёру включить сцены с обнажённой натурой. Среди них была пятиминутная сцена купания нагишом, вырезанная из оригинального американского релиза.
С начала 1970-х годов актриса стала активно сниматься в Голливуде. Там её первой крупной удачей стал телевизионный фильм «Снежный гусь» (1971), в котором она играла вместе с известным актёром Ричардом Харрисом. За роль в этом фильме Эггатер была удостоена премии «Эмми» как лучшая актриса второго плана. Свою кинокарьеру в США она успешно совмещала с театральной карьеру в Великобритании, участвуя в постановках Национального театра.
Пика популярности Эгеттер достигла во второй половине 1970-х годов, снявшись вместе с Майклом Йорком в научно-фантастическом фильме «Бегство Логана» (1976), с Дональдом Сазерлендом и Майклом Кейном в военном триллере «Орёл приземлился» (1976), с Ричардом Чемберленом в историко-приключенческом фильме «Человек в железной маске» (1977), а также в психологическом триллере режиссёра Сидни Люмета по пьесе Питера Шаффера «Эквус» (1977). За роль Джилл Мейсон в «Эквусе» она была удостоена премии BAFTA в номинации «Лучшая женская роль второго плана». К её актёрским удачам также можно отнести роль сиделки Алекс в фильме ужасов Джона Лэндиса «Американский оборотень в Лондоне» (1981), пользовавшемся огромной популярностью. Эгаттер прокомментировала, что невинность персонажей, которых она играла в своих ранних фильмах, в сочетании с костюмами и наготой в более поздних взрослых ролях, таких как «Бегство Логана», «Эквус» и «Американский оборотень в Лондоне», являются «идеальной пищей для фантазий».
В 1980-е годы она активно выступала на театральной сцене в составе Королевской шекспировской труппы в Стрэдфорде-на-Эйвоне. Тем временем её работы в кино становились все более редкими. Впоследствии она снималась в основном в телесериалах, в том числе таких как «Красотки» (1995), Брэмвелл (1998) и «Призраки» (2000). В 2000 году снялась в третьей за свою карьеру экранизации романа «Дети железной дороги» (2000), на этот раз в роли матери семейства. С 2012 года снимается в одной из главных ролей сестры Джулианны в телесериале BBC One «Вызовите акушерку».

### Музыка
Эгаттер появляется в песне Prefab Sprout 1990 года «Wild Horses», произнося слова «Я хочу обладать тобой».

## Личная жизнь
В 1989 году на фестивале искусств познакомилась со шведом Йоханом Зэмом, владельцем отеля в Беркшире. 4 августа 1990 года они поженились. 25 декабря 1990 года на свет появился их сын Джонатан. Сейчас семья проживает в районе Кэмбервелл, Лондон.
В 2012 году она была награждена званием Офицера ордена Британской империи (OBE) за её вклад в благотворительность.

## Политика
В августе 2014 года Агаттер была одним из 200 общественных деятелей, подписавших письмо в The Guardian, в котором выражалась надежда, что Шотландия проголосует за то, чтобы остаться частью Соединённого Королевства на референдуме по этому вопросу в сентябре 2014 года.

## Избранная фильмография
| Год       |    | Русское название                 | Оригинальное название               | Роль                                    |
| --------- | -- | -------------------------------- | ----------------------------------- | --------------------------------------- |
| 1971      | ф  | Обход                            | Walkabout                           | девушка                                 |
| 1976      | ф  | Бегство Логана                   | Logan’s Run                         | Джессика                                |
| 1976      | ф  | Орёл приземлился                 | The Eagle Has Landed                | Молли Прайор                            |
| 1977      | тф | Человек в железной маске         | The Man in the Iron Mask            | Луиза де Лавальер                       |
| 1977      | ф  | Эквус                            | Equus                               | Джилл Мейсон                            |
| 1978      | ф  | Любовь, пуля и ярость            | Amore, piombo e furore              | Кэтрин Сибанек                          |
| 1979      | ф  | Доминик                          | Dominique                           | Энн Баллард                             |
| 1981      | ф  | Американский оборотень в Лондоне | An American Werewolf in London      | медсестра Алекс Прайс                   |
| 1990      | ф  | Быстрее ветра                    | King of the Wind                    | Ханна Коук                              |
| 1990      | ф  | Человек тьмы                     | Darkman                             | доктор                                  |
| 1990      | ф  | Детские игры 2                   | Child’s Play 2                      | Джоанна Симпсон                         |
| 1995      | ф  | Синий сок                        | Blue Juice                          | Гвиневра / Мэри Фентон                  |
| 2007      | ф  | Ирина Палм сделает это лучше     | Irina Palm                          | Джейн                                   |
| 2009      | ф  | 1939                             | Glorious 39                         | Мод                                     |
| 2010      | ф  | Руки-ноги за любовь              | Burke and Hare                      | Люси                                    |
| 2012—2020 | с  | Вызовите акушерку                | Call the Midwife                    | сестра Джулианна                        |
| 2012      | ф  | Мстители                         | The Avengers                        | член Мирового Совета Безопасности Хоули |
| 2014      | ф  | Первый мститель: Другая война    | Captain America: The Winter Soldier | член Мирового Совета Безопасности Хоули |
| 2015      | ф  | Королева пустыни                 | Queen of the Desert                 | Флоренс Белл                            |
| 2018      | ф  | Иногда. Всегда. Никогда          | Sometimes Always Never              | Маргарет                                |